# Inimicus japonicus
Inimicus japonicus är en fiskart som först beskrevs av Cuvier 1829.  Inimicus japonicus ingår i släktet Inimicus och familjen Synanceiidae. Inga underarter finns listade i Catalogue of Life.